# 1011
► | قرن 10  | << قرن 11  >> | قرن 12  | ◄ 

► | عقد 980  | عقد 990  | عقد 1000  | << عقد 1010  >> | عقد 1020  | عقد 1030  | عقد 1040  | ◄

► | ► | 1007  | 1008  | 1009  | 1010  | << 1011  >> | 1012  | 1013  | 1014  | 1015  | ◄ | ◄
اضغط هنا لمعرفة اليوم الهجري الذي يطابق أول يوم في 1011  | اضغط هنا لمعرفة اليوم الهجري الذي يطابق أخر يوم في 1011  | ابحث عن مواضيع متعلقة بسنة 1011  الأحداث الجارية

## أحداث
- بدأ ابن الهيثم تأليف كتاب المناظر
- 11 يونيو - الجيش البيزنطي بقيادة الكاتابان باسيل ميزاردونايتس يستولي على باري من المتمرد اللومباردي ميلوس.[1]

## مواليد
- روبرت الأول دوق بورغندي

## وفيات
- أحمد بن علي الباغائي
- الإمبراطور رييزي